# الأخ الأصغر
الأخ الأصغر أو الأخ الصغير (بالإنجليزية: Little Brother)‏ هي رواية خيال علمي للكاتب كوري دكتورو صدرت في 29 أبريل 2008، تم نشرها بواسطة تور بوكس. تدور أحداث الرواية عن فتى مراهق في 17 من عمره، يعيش في سان فرانسيسكو، ويجيد القرصنة على الحاسوب، تتعرض مدينته لهجوم ارهابي وتعتقله وكالة الأمن القومي مع أصدقائه فانسا خولو داريل لتواجدهم في المكان والزمان غير المناسبين وبعد إطلاق سراحهم يسعى للانتقام من وكالة الأمن القومي والبحث عن صديقة داريل. الرواية متاحة مجانًا على موقع المؤلف بموجب ترخيص المشاع الإبداعي (CC BY-NC-SA)، مما يجعلها سهلة المنال وقابلة للتعديل للجميع.
ظهر الكتاب في المرتبة التاسعة في قائمة أعلى الكتب مبيعًا في نيويورك تايمز، تم كتابة قسم فصل الأطفال في مايو 2008. اعتبارًا من 2 تموز، كانت قد أمضت ما مجموعه ستة أسابيع على القائمة، وارتفعت إلى المرتبة الثامنة. فازت الرواية بجائزة الصنوبر الأبيض (بالإنجليزية: White Pine)‏ لعام 2009، وجائزة بروميثيوس لعام 2009، وجائزة جون دبليو كامبل التذكارية لعام 2009. كما كانت من المرشحين النهائيين لجائزة هوغو لأفضل رواية. حصلت الرواية أيضًا على جائزة Sunburst عن فئة الشباب البالغ.
تقول صحيفة نيويورك تايمز، "الأخ الصغير" لم تخجل من نشر الأفكار التخريبية لجمهور الشباب."تأتي الرواية مع مقالتين ختاميتين من قبل خبير التشفير وأمن الكمبيوتر بروس شناير، والهاكر أندرو "بوني" هوانغ، وتحتوي على ببليوغرافيا للكتابات الفنية المضادة للثقافة، من كتاب جاك كيرواك "على الطريق" إلى "التشفير التطبيقي" لشناير.
صرح الهاكر Peiter "Mudge" Zatko أن الكتاب يستخدم الآن كمواد تدريبية لمجندي وكالة الأمن القومي الأمريكية الجدد من أجل منحهم وجهات نظر مختلفة.

## خلفية

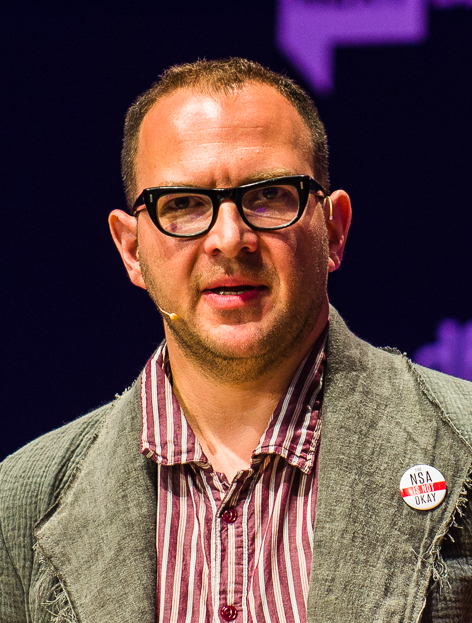
كوري دكتورو، كاتب الرواية.

تدور أحداث الرواية في «المستقبل القريب بدلاً من عقود أو قرون»، كما تستخدم «أوجه تشابه واضحة مع التحذيرات الأورويلية وسياسات ما بعد 11 سبتمبر.»

### الكاتب
كوري دكتورو هو كاتب خيال علمي، ومدون، ومحرر، وصحفي، وكاتب، وكاتب عمومي من كندا. في إشارته إلى روايته، صرّح كوري دكتورو أن «العدو هو الغموض وليس القرصنة». كتابه متاح على موقعه الإلكتروني مجانًا، ومتوفر بأشكال مختلفة.

## الشخصيات
- «ماركوس يالو» - بطل الرواية الرئيسي، طالب يبلغ من العمر 17 عامًا في مدرسة ثانوية، يستمتع بفهم التكنولوجيا وبناء أجهزته المخصصة، وهو زعيم مجموعة أصدقائه الأربعة.
- «داريل جلوفر» - أفضل صديق لماركوس يدرس في نفس المدرسة الثانوية مثل ماركوس وهو الرجل الثاني في قيادة ماركوس و«رجل التفاصيل» في المجموعة. لقد كان معجبًا بفان لسنوات.
- «فانيسا باك (فان)» - فتاة تبلغ 17 عامًا من كوريا الشمالية، تدرس في مكان قريب في مدرسة ماثوليكية، هي شخصية «الأفكار» في المجموعة. لقد انجذبت إلى ماركوس لفترة طويلة، لكنها لم تعترف بذلك حتى نهاية الرواية. تمكن والداها من الفرار من كوريا الشمالية.
- «خوسيه لويس توريز (جولو)» - طالب ثانوي لامع في مدرسة كاثوليكية قريبة، وهو عضو تقني في المجموعة. على الرغم من أن كل فرد في المجموعة يتمتع بالكفاءة الفنية، إلا أنه الأكثر توجهاً نحو التكنولوجيا، ويقوم بالبرمجة الخاصة به، ويعمل لدى مزود خدمة الإنترنت.
- «درو يلو» - والد ماركوس الذي تربطه علاقة عاصفة مع ماركوس خلال معظم الكتاب. لقد كان خائفًا جدًا من فكرة وفاة ماركوس أثناء القصف، لأن ماركوس كان مفقودًا لمدة ثلاثة أيام، وهو يدعم التكتيكات التي تستخدمها وزارة الأمن الداخلي.
- «ليليان يالو» - والدة ماركوس، مغتربة بريطانية، تساعد المهاجرين البريطانيين الجدد للاندماج في الحياة الأمريكية. تتمتع هي وماركوس برابطة قوية ويبدو أنهما يفكران على حد سواء، امرأة قوية وتساعد في معارك ماركوس مع والده.
- «تشارلز ووكر» - طالب أيضًا في نفس المدرسة الثانوية مثل ماركوس وداريل، وهو نقيض ماركوس. متنمر وواشي. هو وماركوس لديهما عداء طويل ويكره كل منهما الآخر.
- «كاري جونستون (سيدة قص الشعر)»- الخصم الرئيسي والمسؤول عن وزارة الأمن الداخلي التي تراقب سان فرانسيسكو. إنها امرأة سادية باردة لها الغايات دائمًا التي تبرر الوسيلة وتتمتع بإساءة استخدام سلطتها.
- «أنجيلا كارفيلي (أنجي)»- التحقت بالمدرسة الثانوية نفسها التي التحق بها فان وتتطور علاقتها مع ماركوس إلى حب، بعدما تقابله لأول مرة في حفلة.
- «الآنسة غالفيز» - معلمة دراسات اجتماعية في مدرسة سيزار تشافيز الثانوية، وينظر إليها كمعلمة متفانية ومفكرة مستقلة.[3]
- «باربرا ستراتفورد» - مراسلة استقصائية لـ"Bay Guardian"، والتي تساعد ماركوس في كشف ما تفعله وزارة الأمن الداخلي.
- «ماشا» - أحد عملاء وزارة الأمن الداخلي والتي تحاول مساعدة ماركوس على الهروب من المدينة.
- «زيب» - معتقل سابق في "Gitmo-by-the-Bay" التابع لوزارة الأمن الداخلي، تمكن من الهرب والاختفاء بعد الاتصال بماركوس بشأن داريل والوضع الحالي للسجن.

## أجزاء أخرى
في 20 يونيو 2012، نشر دكتورو غلاف التكملة للأخ الصغير بعنوان «هوم لاند». تم نشر مقتطفات عند افتتاح الكتاب، تم وضعه في مهرجان Burning Man، كان في الشهر التالي على موقع تور بوكس. تم إصدار هوم لاند في غلاف مقوى، وتم نشره للتنزيل بموجب ترخيص المشاع الإبداعي على موقع دكتورو الإلكتروني في فبراير 2013.
في 8 سبتمبر 2020، أعلن دكتورو أن الكتاب الثالث في سلسلة الأخ الصغير، Attack Surface، سيصدر «في غضون خمسة أسابيع».

## روابط خارجية
- الرواية علي موقع كوري دكتورو
- مقال متعلق بـ «الأخ الصغير» بقلم كوري دوكتورو، محو الأمية الأمنية: تعليم الأطفال التفكير النقدي بشأن الأمن.

- eMusic Q&A: كوري دوكتورو عن «الأخ الصغير»
- معرض غلاف «الأخ الصغير» في Upcoming4.me
- تحليل لـ Little Brother على موقع Lit React
- رواية الأخ الأصغر مترجمة الي العربية
- كتاب مجاني: Little Brother على مشروع غوتنبرغ
- الأخ الأصغر  في قاعدة بيانات الأفلام على الإنترنت (بالإنجليزية)